# Feuille d'aluminium

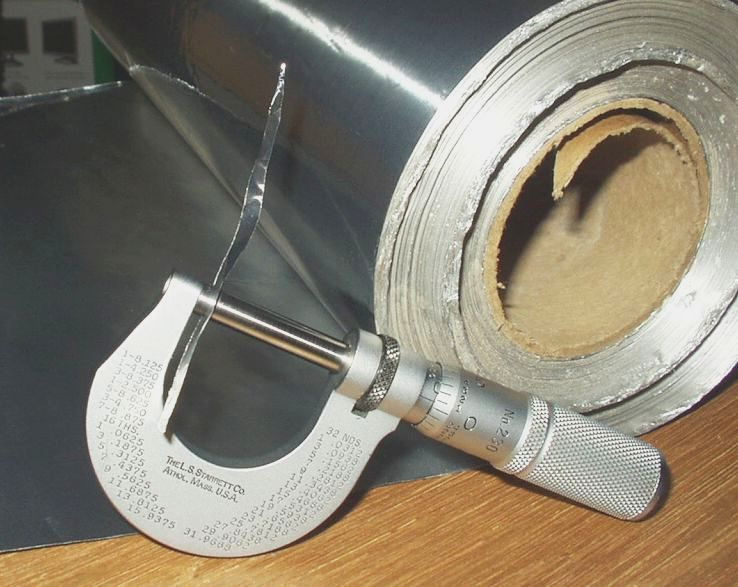
Rouleau de feuille d'aluminium avec un micromètre montrant une épaisseur de 0.5 mil (0.013 mm).

La feuille d'aluminium, ou papier d'aluminium, est une tôle dont l'épaisseur est inférieure à 0,2 mm, et vaut typiquement environ 0,02 mm. L'aluminium utilisé est souvent de grande pureté. À cause de cette minceur et de la ductilité du métal, la feuille est très flexible, ce qui lui permet d'épouser pratiquement toutes les formes. La feuille d’aluminium a été développée par l’ingénieur suisse Robert Victor Neher. Le brevet a été déposé le 27 octobre 1910.

## Consommation
Il se vend plusieurs milliers de tonnes de feuille d'aluminium chaque année, car c'est un produit peu coûteux, réutilisable et qui ne s'endommage pas s'il est conservé dans son emballage d'origine.
La feuille blanchit (oxydation) si l'humidité pénètre entre les spires du rouleau et celui-ci sera difficilement utilisable si la tranche du rouleau est endommagée lors d'une chute par exemple.
La grande consommation de feuille d'aluminium est critiquée par certains écologistes à cause du coût élevé d'extraction de la bauxite, principalement dû à la grande quantité d'électricité nécessaire pour la transformer. Cependant, ce matériau en feuille mince est apte au contact alimentaire et permet de protéger à température ambiante des denrées qui seraient avariées sans réfrigération. Le recyclage de l'aluminium n'absorbe qu'environ 5 % de l'énergie initialement requise pour le produire.

## Usages
Le papier sert à emballer et à protéger des aliments, des cosmétiques et des produits chimiques. Utilisé tel quel, il permet également d'emballer des aliments qui seront cuits dans une enceinte fermée (exemples : pommes de terre au four, oignons au barbecue, poisson en papillote). Le papier aluminium a souvent deux faces différentes, une mate et une brillante. Cela résulte du procédé de fabrication quand deux feuilles sont laminées en même temps. Les deux faces ont les mêmes propriétés de conservation des aliments.
L'aluminium s'oxyde au contact de l'air en formant une couche de quelques nanomètres d'alumine (Al2O3). Les aliments emballés dans du papier aluminium sont donc en contact avec l'alumine, et non pas avec l'aluminium métal.
Le papier d'aluminium, facile à façonner et conducteur de chaleur, est également utilisé lorsqu'il s'agit de chauffer un produit sans le mettre en contact direct avec la source de chaleur, notamment pour des produits allant au four, mais pas au four à micro-ondes, car l'aluminium fait alors l'effet d'une cage de Faraday.
S'il n'est pas utilisé tel quel, il est, dans l'industrie de l'emballage souple, assemblé par laminage à d'autres matériaux, tels du plastique en feuille et du papier ordinaire. C'est ainsi que le complexe carton/aluminium/polyéthylène des briques tetrabrik permet de conserver des aliments sur une longue période. Dans ces conditions d'utilisation, le papier aluminium sert à la fois de barrière à la lumière (qui dégrade les gras), aux odeurs, à l'eau (prévenant les variations d'humidité) et aux bactéries.
Les contenants en aluminium, formés à partir de feuille d'aluminium plissée, servent à cuire les tartes, les pâtés et autres plats au four. Certains sont conçus pour contenir du prêt-à-manger et de la nourriture pour animaux. Ces contenants, contrairement au papier d'aluminium, peuvent aller au four à micro-ondes, à condition qu'ils n'aient aucune éraflure à la surface (par exemple rayure de couteau ou de fourchette). La feuille d'aluminium qui constitue ces plats est généralement recouverte d'une couche protectrice qui empêche la formation d'étincelles dans le four à micro-ondes.
L'aluminium métallique, habituellement de couleur argent, peut prendre une autre couleur par électrolyse. Ce traitement crée une couche d'oxydes à la surface de la feuille, couche qui accepte des colorants ou des sels métalliques, selon le procédé utilisé. C'est ainsi que l'on peut créer une feuille, peu coûteuse, de couleur dorée. Ce type de feuille est, après gaufrage, utilisé pour emballer du chocolat, souvent la marque apparaît en filigrane dans le gaufrage. Du papier aluminium épais (dit fort) ainsi traité sert en travaux manuels, en décoration et en artisanat.
Comme tout autre métal, l'aluminium réagit violemment s'il est exposé aux micro-ondes. Celles-ci causent l'accumulation de charges électriques près des défauts dans le matériau. Pour une feuille d'aluminium, il s'agit le plus souvent de crevasses ou de plis créés en emballant l'aliment qu'on réchauffe. Si les charges accumulées sont suffisantes, des étincelles apparaissent à la surface de la feuille, ce qui peut allumer un feu.

## Débat sur la toxicité pour l'usage alimentaire
L'aluminium est reconnu comme toxique pour le système nerveux central et les tissus osseux. Cependant, les effets cliniques avérés ont toujours été observés en cas de fortes expositions. Aucune étude n'a constaté de tels effets pour la population générale, exposée à travers l'alimentation ou les cosmétiques. L'ANSES, étudiant les sources d'aluminium alimentaire, ne mentionne pas les feuilles d'aluminium.
L'avis de EFSA, datant de 2008, notait déjà le risque de transfert à partir d'emballages en aluminium, et remarquait qu'il était accru pour les produits acides (viandes ou poissons assaisonnés, purées de fruits...). Toutefois, en temps normal, ces transferts ne représentent qu'une faible fraction de l'exposition alimentaire.
En 2012, une étude note un risque de transfert vers les aliments et recommande d'éviter la cuisson dans les feuilles d'aluminium (l'emballage et le stockage ne sont pas impliqués). Ces résultats (pas ou peu de transferts lors du stockage, transferts notables pendant la cuisson) sont reproduits en 2020. En 2019, une étude tchèque a cherché à mesurer les taux d'aluminium migrant du papier aluminium à l'aliment lors de la cuisson au four pour divers plats. Une contamination par l'aluminium a été confirmée, cependant les taux trouvés parmi les échantillons étudiés ne sont pas alarmants. L'étude note toutefois un risque possible pour les jeunes enfants ou les personnes sensibles en raison d'une pathologie préexistante.

## Procédé de fabrication
La production de papier d'aluminium peut être réalisée par coulée continue entre cylindres, ou par coulée semi-continue verticale, suivis d'étapes de laminage à chaud et/ou à froid.

## Historique
À la fin du XIXe siècle et au début du XXe siècle, la feuille d'étain (en) était d'usage courant. Par la suite, l'aluminium l'a remplacé.

## Autres noms
Ce papier est parfois appelé « papier de plomb », « papier d'étain » ou « papier d'argent », bien qu'il ne soit pas constitué de l'un de ces éléments chimiques. En effet, le plomb est toxique aux conditions ambiantes, alors que l'étain et l'argent sont notablement plus coûteux à produire.
En Amérique du Nord, il est parfois appelé Reynolds Wrap, du nom de l'entreprise qui l'a introduit pour la première fois sur le marché. En France, il est parfois désigné sous le nom d'albal, également par antonomase.